# Pamela Gorkin
Pamela Gorkin é uma matemática especialista em análise complexa e teoria dos operadores. É professora de matemática da Universidade Bucknell.

## Formação e carreira
Gorkin obteve o bacharelado e o mestrado em estatística na Universidade Estadual de Michigan (MSU) em 1976. Ela então mudou para matemática pura para seus estudos de doutorado, obtendo um Ph.D. na MSU em 1982, mesmo ano em que ingressou no corpo docente da Universidade Bucknell. Sua tese, Decompositions of the Maximal Ideal Space of L, foi orientada por Sheldon Axler.
Em Bucknell foi Presidential Professor de 2001 a 2004.

## Livros
Com Ulrich Daepp, Gorkin é autora do livro-texto de graduação Reading, Writing, and Proving: A Closer Look at Mathematics (Springer, 2003; 2nd ed., 2011).
Com Daepp, Andrew Shaffer e Karl Voss, é autora de Finding Ellipses: What Blaschke Products, Poncelet’s Theorem, and the Numerical Range Know about Each Other (Carus Mathematical Monographs, MAA Press, 2018). O livro estuda uma conexão entre os produtos de Blaschke, o teorema de fechamento de Poncelet e a gama numérica de matrizes. Um produto de Blaschke é um certo tipo de mapeamento do disco unitário no plano complexo sobre si mesmo, e os considerados na primeira parte do livro tem ordem três (eles mapeiam o círculo unitário três para um sobre si mesmo, de modo que cada ponto no círculo unitário tem três pré-imagens). Esses triplos de pré-imagens formam triângulos que estão todos inscritos no círculo unitário e (ao que parece) todos eles circunscrevem uma elipse. Assim, eles formam um sistema infinito de polígonos inscritos e circunscrevendo duas cônicas, como descreve o teorema de Poncelet. A elipse é a fronteira do intervalo numérico de uma determinada matriz derivada do produto de Blaschke, uma região dentro da qual os autovalores da matriz podem ser encontrados e, neste caso, os autovalores estão nos focos da elipse. O livro conta "uma história de descoberta" delineando essas conexões, estende resultados semelhantes aos produtos Blaschke de ordem superior e descreve um plano para pesquisas adicionais nesta área.

## Reconhecimento
Gorkin foi AWM/MAA Falconer Lecturer de 2018. Sua palestra foi sobre "Finding Ellipses", o tema de um de seus livros. Também recebeu o Bucknell's Lindback Award for Distinguished Teaching e o Crawford Distinguished Teaching Award da Mathematical Association of America.